# Brandenburgische Technische Universität Cottbus-Senftenberg

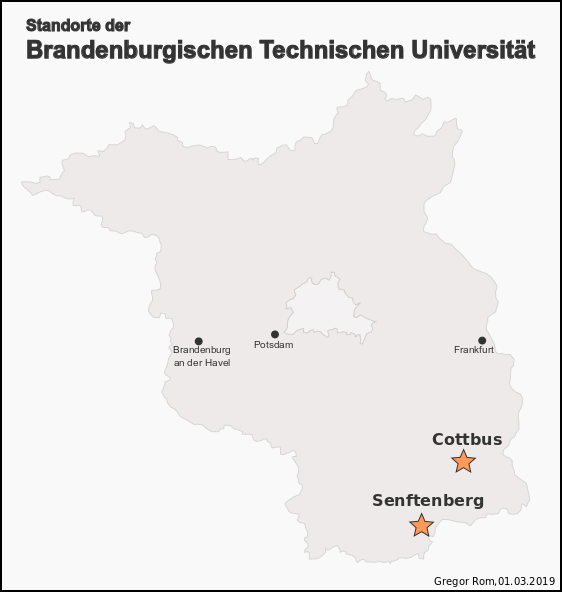
Die Standorte der BTU

Die Brandenburgische Technische Universität Cottbus-Senftenberg (BTU) ist eine im Jahr 2013 in Cottbus und Senftenberg im Süden des Landes Brandenburg gegründete Technische Universität. Sie ist nach der Universität Potsdam die zweitgrößte Universität Brandenburgs. Die Campus in beiden Städten liegen etwa 40 km voneinander entfernt.

## Hochschule für Bauwesen

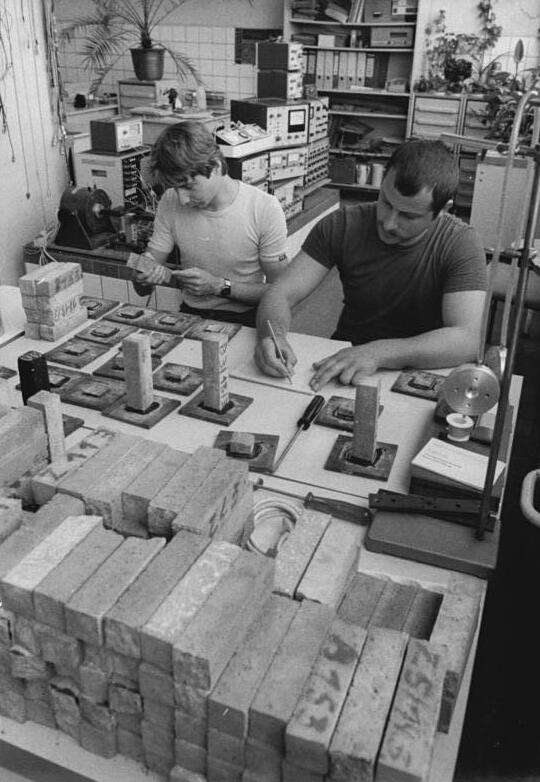
Diplomanden von 1985 an der Ingenieurhochschule Cottbus

Bereits seit dem Jahr 1948 gab es in Cottbus eine Landeshochbauschule. 1954 kam es zur Gründung der Hochschule für Bauwesen, neben Leipzig, Dresden und Weimar stellte dies die vierte Bau-Hochschule der DDR dar. In der folgenden Zeit kam die DDR in wirtschaftliche Schwierigkeiten, und auch in politischer Hinsicht wurde die Gangart unter dem Staatsratsvorsitzenden Walter Ulbricht strenger. Da der damalige aus Baden-Württemberg stammende Rektor Musterle sich zur SED nicht parteikonform verhielt und auch der Cottbuser Studentenfasching immer wieder der Parteileitung negativ aufgefallen war, ließ sie die Cottbuser Hochschule 1963 schließen. Ohnehin konnte die DDR die Zahl der Baufach-Studenten reduzieren, da seit 1961 die Berliner Mauer u. a. die Flucht von Hochschulabsolventen in den Westen verhinderte. Studenten und Mitarbeiter wurden zumindest teilweise von der Technischen Universität Dresden (TU Dresden), der Hochschule für Architektur und Bauwesen Weimar (HAB Weimar) und der Bauhochschule Leipzig übernommen.
Im Jahr 1969 folgte die Neugründung als Ingenieurhochschule für Bauwesen auf dem Gebiet des Campus der späteren BTU. Unter der Leitung von Rektor Heinz Präßler wurde eine linientreue Hochschule der DDR etabliert. Bis 1974 hatten sich neben der Ingenieurhochschule drei Fachschulen, zwei Betriebsberufsschulen und zwei Polytechnische Oberschulen in dem so genannten Bildungszentrum angesiedelt. In Senftenberg gab es eine ähnliche Institution, die als Bergingenieurschule Senftenberg in die spätere Hochschule Lausitz überging.
Rektor Präßler ging 1988 in Ruhestand und wurde von Rektor Horst Brix abgelöst. Im Oktober 1989 erfolgte die Umbenennung der Ingenieurhochschule Cottbus in Hochschule für Bauwesen Cottbus. Im Jahr der Wiedervereinigung 1990 versuchte die Hochschule intern die Weichen für einen fließenden Übergang zum vereinten Deutschland zu stellen, indem z. B. der zu den so genannten Hardlinern zählende Brix durch den gemäßigteren Rektor Bernd Wagenbreth ersetzt wurde.

## BTU Cottbus

### Gründungsphase von 1991 bis 1996

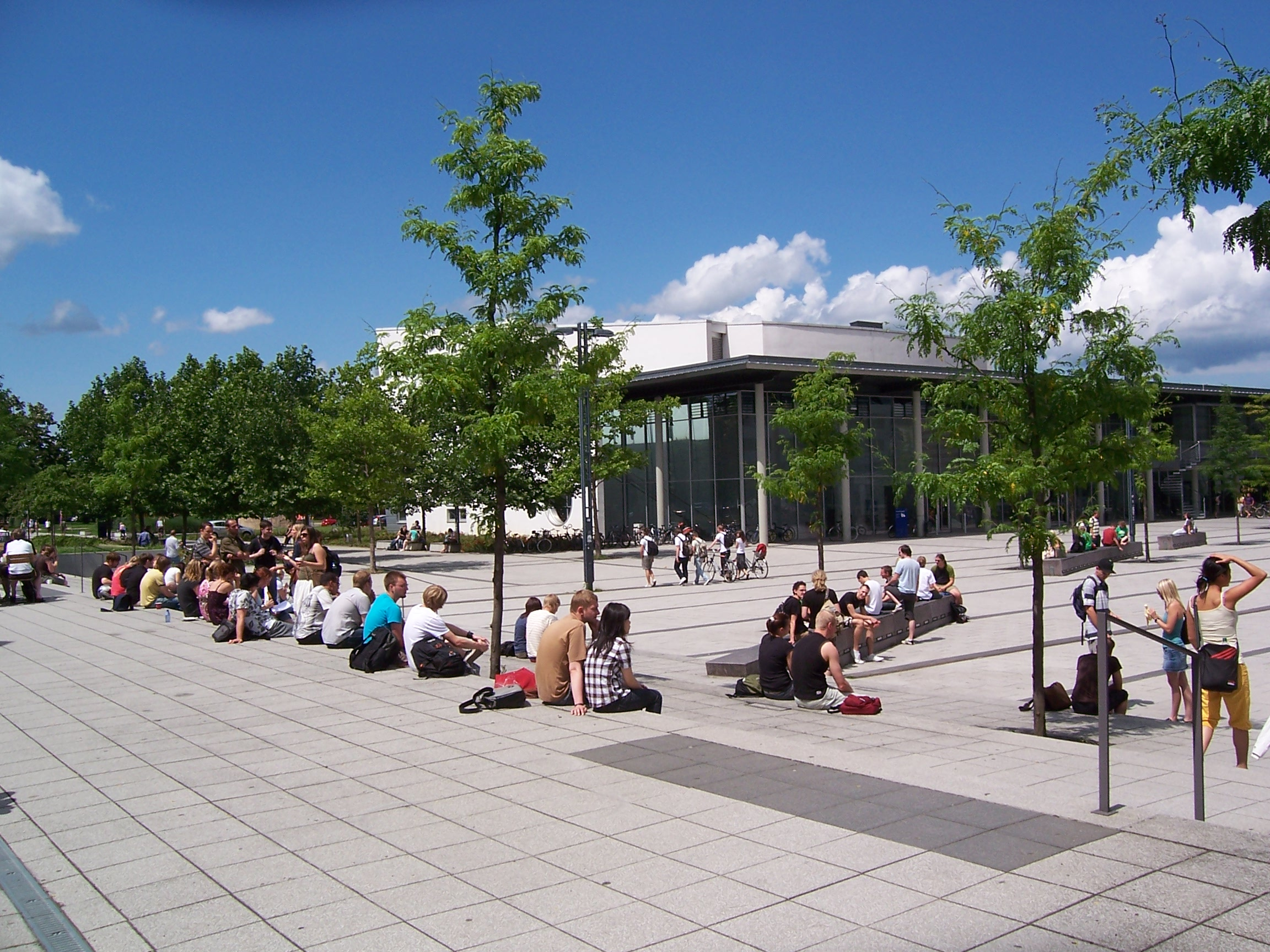
Blick über das Forum zum Zentralen Hörsaalgebäude (Audimax)

Am 15. Mai 1991 beschloss der brandenburgische Landtag mit der Verabschiedung des Brandenburgischen Hochschulgesetzes die Errichtung der Technischen Universität Cottbus. Sieben Tage darauf wurden die Mitglieder der Gründungskommission unter Vorsitz von Günter Spur vom Minister für Wissenschaft, Forschung und Kultur in Brandenburg, Hinrich Enderlein, berufen. Am 14. Juni fand die konstituierende Sitzung der Gründungskommission statt und am 15. Juli die Gründung der TU Cottbus. Mit den fünf Studiengängen Architektur, Bauingenieurwesen, Elektrotechnik, Umweltwissenschaften und Wirtschaftsingenieurwesen nahm die Universität am 1. Oktober im Wintersemester 1991/92 den Lehrbetrieb auf. 1992 folgten die Berufungen der ersten Kern-Professoren in den neu gebildeten Fakultäten.
Am 9. Juli 1993 empfahl der Wissenschaftsrat die Aufnahme der TU Cottbus in die Anlage zum Hochschulbauförderungsgesetz (HBFG). Die TU Cottbus wurde daraufhin in die Bauförderung aufgenommen. Am 1. Juni 1994 fanden die ersten Wahlen der Fakultätsräte statt. Im selben Jahr schlug Gründungspräsident Spur während der zweiten Lausitzer Wissenschaftstage vor, die TU Cottbus künftig Brandenburgische Technische Universität Cottbus (BTU Cottbus) zu nennen. Am 7. Dezember folgten die ersten Wahlen des Senats und des Konzils und am 9. Dezember die Verabschiedung des Gründungssenats durch den Minister für Wissenschaft, Forschung und Kultur in Brandenburg Steffen Reiche. Senat und Konzil konstituierten sich am 12. Januar 1995. Als Vorsitzende des Konzils wurde am 9. Februar Sabine Pickenhain gewählt. Das Konzil wählte – auf Vorschlag des noch amtierenden Gründungspräsidenten – die Prorektoren für Lehre, Studium und Studienreform, Wolfgang Cezanne, für Forschung und wissenschaftlichen Nachwuchs, Reinhard Hüttl, und für Planung und Finanzen, Matthias Kleiner. Am 6. Dezember wurde Ernst Sigmund der erste vom Konzil gewählte Präsident der BTU Cottbus. Das Konzil wählte – auf Vorschlag des neu gewählten Präsidenten – am 30. Januar 1996 die Prorektoren für Lehre, Studium und Studienreform, Wolfgang Cezanne, für Forschung und wissenschaftlichen Nachwuchs, Reinhard Hüttl, und für Planung und Finanzen, Jörg Kühn. Am 1. Februar wurde Sigmund von Minister Reiche in sein Amt als Präsident eingeführt.

### Profilierung und Ausbau von 1996 bis 2006
Mit dem Amtsantritt von Ernst Sigmund erfolgte die Profilierung der Universität in den Bereichen Bauen, Energie, Umwelt und Informationstechnologie. Mit den steigenden Studentenzahlen wurde der Campus stetig erweitert und den neuen Bedürfnissen angepasst. So entstand im Juni 1998 nach mehrjähriger Bauzeit das Zentrale Hörsaalgebäude (ZHG), welches neben kleineren Hörsälen und Seminarräumen auch das Audimax mit etwa 1000 Sitzplätzen beherbergt. Im folgenden Jahr wurde das Internationale Begegnungszentrum (Ludwig-Leichhardt-Haus) als Gästehaus für ausländische und deutsche Gastwissenschaftler fertiggestellt. Im Wintersemester 1999/2000 konnte die Universität erstmals über 1000 neue Studenten begrüßen und die Gesamtzahl der Studierenden stieg auf über 4000.
Zum zehnjährigen Bestehen der BTU im Juli 2001 besuchte der damalige Bundeskanzler Gerhard Schröder die Universität in einem feierlichen Festakt. Im Juni 2002 wurde das interdisziplinäre Forschungsinstitut für Leichtbauwerkstoffe Panta Rhei eröffnet. Nach der Umgestaltung der Lehrgebäude 2A–D (früher Lehrgebäude 4–7) wurde im Jahre 2004 mit dem Bau der Konrad-Wachsmann-Allee als zentrale Fußgängerpromenade begonnen.

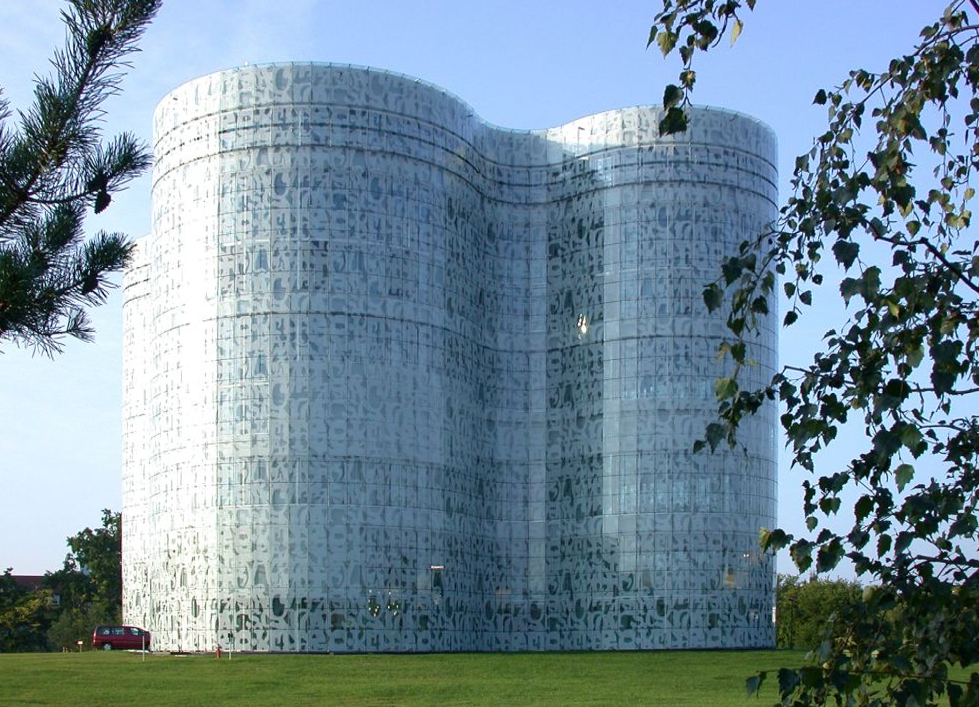
Die moderne Universitätsbibliothek von den Architekten Herzog & de Meuron

Im Dezember 2004 eröffnete das neue Informations-, Kommunikations- und Medienzentrum (IKMZ) der Architekten Herzog & de Meuron, das unter anderem die neue Zentralbibliothek der Universität beherbergt. Gut ein halbes Jahr später, im Juni 2005, wurde die Amateurfunkstation mit dem Rufzeichen DKØBTU eingeweiht und wird seitdem für Lehrveranstaltungen und Funkabende genutzt.

### Führungswechsel und Wachstum von 2006 bis 2013

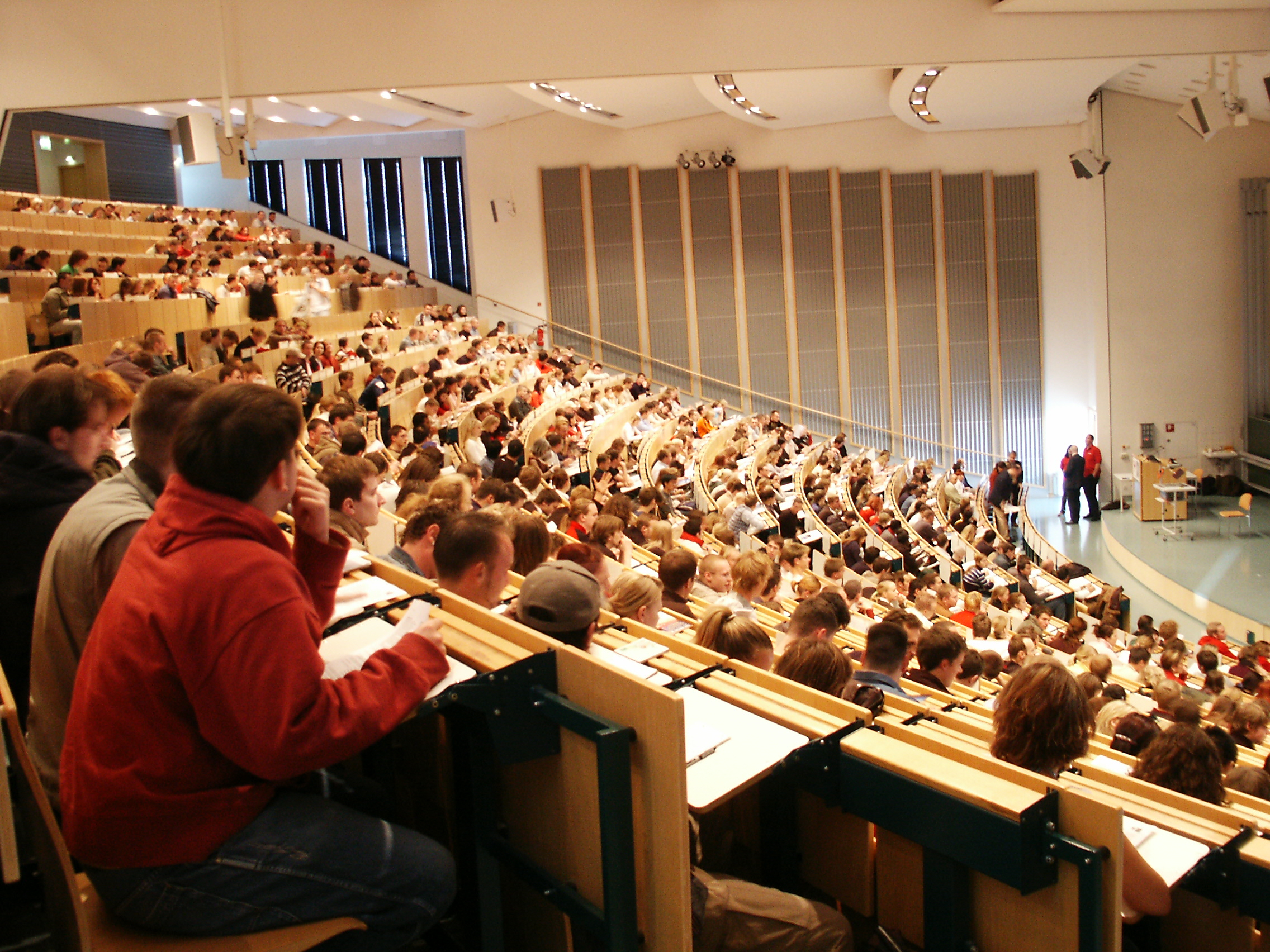
Das Auditorium maximum (Audimax) während einer Einführungsveranstaltung für neue Studenten

Historisches Logo

Der Senat wählte am 7. Juni 2006 Jürgen Kurths zum neuen Präsidenten der BTU Cottbus, der die Wahl am 13. Juni 2006 annahm, das Amt allerdings nicht antrat. Er begründete diesen Schritt in einer Pressemitteilung der Universität Potsdam damit, dass das Ministerium für Wissenschaft, Forschung und Kultur in Brandenburg seinen Forderungen nach einer besseren finanziellen Ausstattung der BTU Cottbus nicht entgegenkam. Die BTU Cottbus war in der Folgezeit erstmals führungslos. Erst am 27. Februar 2007 wurde Walther Christoph Zimmerli zum neuen Präsidenten gewählt, der sein Amt dann am 15. Mai 2007 antrat. Seit dem 1. Oktober 2006 beziehungsweise dem Wintersemester 2006/07 gab es ein Semesterticket für damals 94 Euro, das für alle öffentlichen Verkehrsmittel in Berlin und Brandenburg (VBB) und den RE18 Cottbus – Dresden galt. Zuvor gab es mehrere Urabstimmungen, in denen die Studierenden selbst über die Einführung des Semestertickets entscheiden konnten. Nach mehreren Wahlgängen, in denen das Semtix abgelehnt wurde, erhielt es im Sommer 2006 eine knappe Mehrheit.
Zu Beginn des Wintersemesters 2008/09 wurde das umgestaltete Hauptgebäude feierlich eingeweiht. Es beherbergte zuletzt neben den Büroräumen für die Verwaltung, das Studierendensekretariat und die Zentrale Studienberatung, das Akademische Auslandsamt sowie Lehrstühle der Informatik und der Mathematik. Als Besonderheit gilt die offene Gestaltung der Fassade im Foyerbereich, welche die Konrad-Wachsmann-Allee scheinbar durch das Gebäude hindurch verlaufen lässt. Mit der Umgestaltung des Hauptgebäudes wurde das Lehrgebäude in der Ewald-Haase-Straße nicht mehr benötigt und der Mietvertrag im Frühjahr 2009 aufgelöst.

Neues Logo der BTU Cottbus

Im Sommer 2009 erhielt die BTU ein neues Logo und führte ein einheitliches Corporate Design ein. Dabei wurde das alte Logo mit dem Märkischen Adler durch eine geschwungene Variante des Kürzels btu ersetzt, die sich an dem Design des Grundrisses der Unibibliothek (IKMZ) orientiert.
Im Zuge des bundesweiten Bildungsstreiks gab es auch in Cottbus Diskussionen und Proteste zur Verbesserung der Studienbedingungen. In der ersten Phase des Bildungsstreiks, vom 15. bis 19. Juni 2009, wurde in kleineren Kundgebungen auf Probleme und Defizite im derzeitigen Bildungssystem aufmerksam gemacht. In einer zweiten Phase erarbeiteten Interessenvertreter der Studierendenschaft gemeinsam mit der Hochschulleitung die Cottbuser Bildungsdeklaration, welche am 4. Dezember 2009 vom Präsidenten sowie von Vertretern des Studierendenrats und des Studierendenparlaments unterschrieben wurde. In dieser Deklaration solidarisierten sich die Universitätsleitung und die Studierendenschaft mit den bundesweiten Protesten und forderten unter anderem eine Verbesserung der Betreuungsrelationen durch mehr Personaleinsatz. In einer Vollversammlung am 9. Dezember 2009 bekräftigte die Studierendenschaft die Cottbuser Bildungsdeklaration, ohne sich aber auf eine Verschärfung der Proteste (z. B. Besetzung des Audimax) zu einigen.
Mit dem Beginn des Wintersemesters 2010/2011 erreichte die Studierendenzahl einen neuen Höchststand mit über 6600 eingeschriebenen Studenten, welche im Wintersemester 2011/2012 nochmals überboten wurde. Im Wintersemester 2012/13 gehörten schließlich 119 Professoren, 594 wissenschaftliche Mitarbeiter und knapp 7000 Studenten der BTU Cottbus an, davon rund 1050 ausländischer Herkunft aus 89 Nationen.
Trotz einer hervorragenden Entwicklung bei den Studierendenzahlen und sehr guten Platzierungen bei den Hochschul-Rankings verkündete Brandenburgs Wissenschaftsministerin Sabine Kunst am 10. Februar 2012 das Ziel, die BTU mit der Hochschule Lausitz zu einer neuen Energie-Universität zu vereinen. Sie stützte sich dabei auf das Ergebnis der Lausitzkommission, die eine größere Zusammenarbeit der beiden Bildungseinrichtungen empfahl. Infolgedessen wurde von Angehörigen der BTU eine Volksinitiative zum Erhalt der Lausitzer Hochschulen ins Leben gerufen. Nach Beschluss des Brandenburgischen Landtags fusionierten die Brandenburgische Technische Universität Cottbus und die Hochschule Lausitz zum 1. Juli 2013 zur Brandenburgischen Technischen Universität Cottbus-Senftenberg.

### Auszeichnungen
Die BTU Cottbus belegte im Ranking des Centrum für Hochschulentwicklung (CHE) im bundesweiten Vergleich Spitzenplätze in den Studiengängen Architektur, Elektrotechnik, Maschinenbau und Wirtschaftsingenieurwesen. Dabei wurden die Ausstattung der Uni sowie das Betreuungsverhältnis zwischen Dozenten und Studierenden positiv hervorgehoben. In den Erhebungen der Fächer Wirtschaftsingenieurwesen (2008) und Architektur (2010) wurde die BTU als beste Universität Deutschlands bewertet.
Die Universitätsbibliothek gehörte nach dem Bibliotheksindex des Deutschen Bibliotheksverbandes und der Bertelsmann-Stiftung zu den besten wissenschaftlichen Bibliotheken in Deutschland und wurde 2006 als Bibliothek des Jahres ausgezeichnet.
Die Uni wurde mehrfach bei der Standortinitiative Deutschland – Land der Ideen der Bundesregierung ausgezeichnet. Die Universitätsbibliothek war im Jahr 2006 einer der 365 Orte im Land der Ideen. Im Jahr 2008 wurde das BTU-Forschungszentrum Panta Rhei ein ausgewählter Standort und im Jahr 2009 das BTU-Forschungsprojekt Künstliches Wassereinzugsgebiet im Tagebau Welzow-Süd.

### Fakultäten und Einrichtungen
Die BTU Cottbus gliederte sich zuletzt in vier Fakultäten, vier zentrale wissenschaftliche Einrichtungen und vier Betriebseinheiten.
- Fakultät 1: Mathematik, Naturwissenschaften und Informatik
- Fakultät 2: Architektur, Bauingenieurwesen und Stadtplanung
- Fakultät 3: Maschinenbau, Elektrotechnik und Wirtschaftsingenieurwesen
- Fakultät 4: Umweltwissenschaften und Verfahrenstechnik

#### Zentrale wissenschaftliche Einrichtungen
- Centrum für Energietechnologie Brandenburg (CEBra)
- Forschungszentrum Landschaftsentwicklung und Bergbaulandschaften (FZLB)
- Humanökologisches Zentrum (HÖZ)
- Zentrum für Rechts- und Verwaltungswissenschaften (ZfRV)
- Zentrum zur Modellierung und Erfassung von komplexen Strömungsvorgängen (CFTM²)

## Hochschule Lausitz

Logo der Hochschule Lausitz

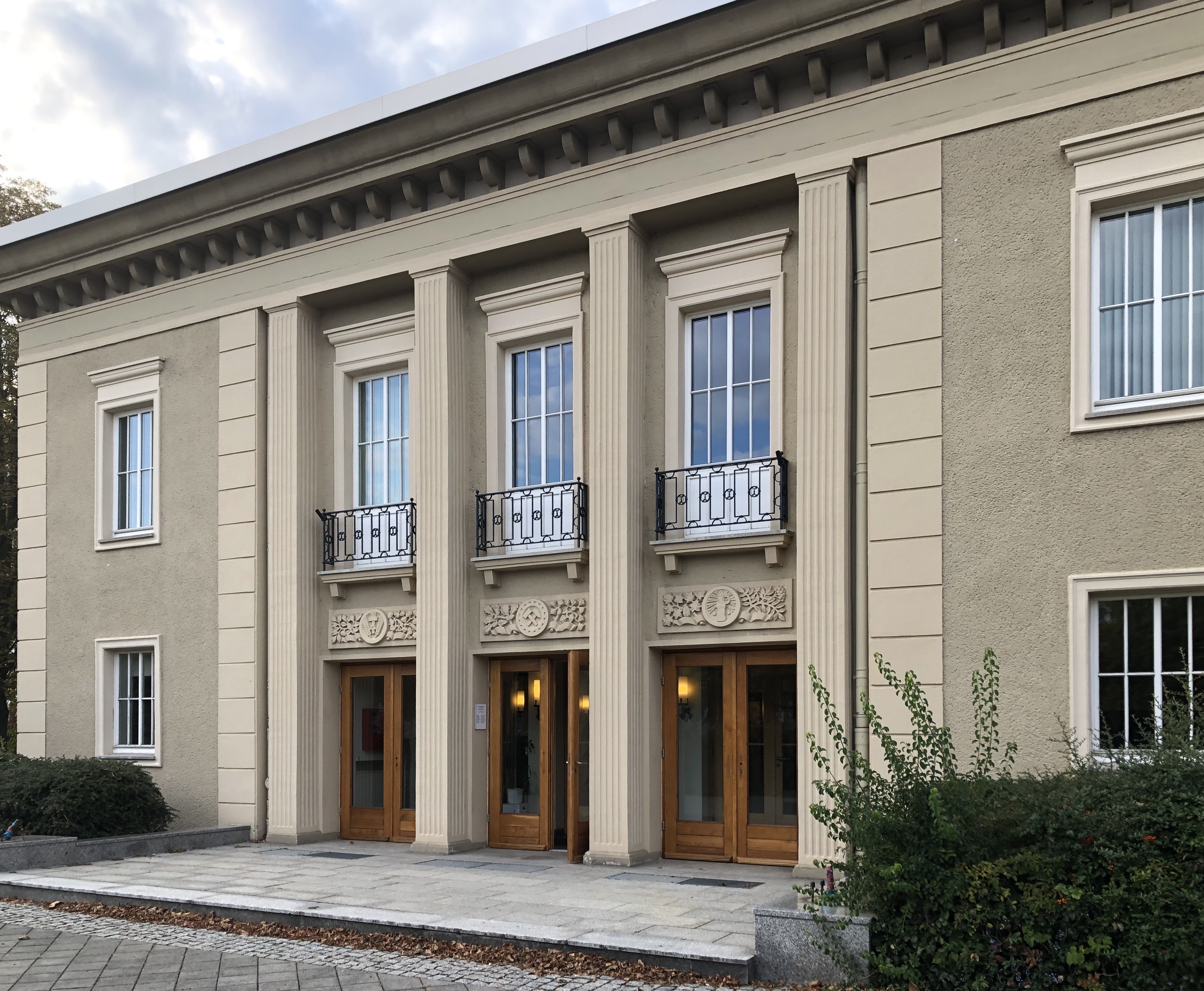
Universitätsbibliothek in Senftenberg (zuvor Bibliothek der Fachhochschule)

Die 1991 gegründete Fachhochschule Lausitz, ab 13. Januar 2009 Hochschule Lausitz (FH), University of Applied Sciences (FH Lausitz) ging zunächst aus der 1947 gegründeten Bergingenieurschule Senftenberg hervor. Die Landesregierung beschloss im Oktober 1991 die Gründung der Hochschule Lausitz, welche daraufhin in Senftenberg eröffnet wurde. Die Hochschule übernahm Anfang 1992 die Liegenschaften und den Mitarbeiterstamm der ehemaligen Ingenieurschule Senftenberg. Die Studienorte der Hochschule befanden sich in Cottbus und Senftenberg, die Mensen an den beiden Standorten wurden vom Studentenwerk Frankfurt (Oder) betrieben. Der Studienort Cottbus entstand aus der ehemaligen Kaserne Cottbus-Sachsendorf.
Der akademische Senat der Fachhochschule Lausitz beschloss am 13. Januar 2009, dass die Hochschule mit ihren Studienorten Senftenberg und Cottbus ab dem 15. Januar 2009 den Namen „Hochschule Lausitz, University of Applied Sciences“ tragen werde. Zuletzt waren an der Hochschule Lausitz ca. 3500 Studierende (darunter etwa 300 ausländische Studierende aus über 40 Staaten) immatrikuliert. Die Präsidentschaft hatte Günter H. Schulz inne.
Am 1. Juli 2013 fusionierte sie mit der BTU Cottbus zur BTU Cottbus-Senftenberg und beendete somit ihre Existenz als eigenständige Hochschule. Die Studienorte Cottbus-Sachsendorf und Senftenberg sind seither Bestandteil der BTU Cottbus-Senftenberg.

### Soziales Engagement
Die Hochschule unterstützte barrierefreies Studieren mit dem Studienzentrum für barrierefreie Lehre und Forschung. Im Studienzentrum halfen Studenten als Tutoren anderen Studenten mit Behinderung beim Aufarbeiten von Skripten, unterstützten bei Mitschriften und erstellten tastbare Grafiken. Insbesondere blinde Studenten in der Informatik, Betriebswirtschaftslehre sowie in der Sozialen Arbeit erhielten technische Unterstützung mit Brailledrucker, Blinden-PC-Arbeitsplatz, digitalisierten Lehrbüchern und weiteren Hilfsmitteln. Studenten mit anderen Behinderungsarten gab es in sämtlichen Studiengängen, unter anderem den ehemaligen Hochleistungsturner Ronny Ziesmer im Studiengang Biotechnologie. Bei der bautechnischen Gestaltung des Campus wurde auf Barrierefreiheit für Rollstuhlfahrer durch Rampen, Aufzüge und Automatiktüren geachtet.

### Gottlob-Schumann-Preis
Die Hochschule verlieh seit 1999 alljährlich den Gottlob-Schumann-Preis für herausragende Graduiertenarbeiten. Die Hochschule erinnerte damit an den Unternehmer Gottlob Schumann, der durch „sein Wirken zum Begründer des wirtschaftlichen Aufschwungs in der Lausitz“ wurde.

### Fakultäten und Einrichtungen
- Fakultät für Ingenieurwissenschaften und Informatik (Fakultät 1)
- Fakultät für Naturwissenschaften (Fakultät 2)
- Fakultät für Wirtschafts- und Sozialwissenschaften, Musikpädagogik (Fakultät 3)
- Fakultät für Bauen (Fakultät 4)

## BTU Cottbus-Senftenberg

### Zeit nach der Fusion (2013 bis 2018)
Nach der Fusion der beiden Vorgängerhochschulen gemäß dem vom brandenburgischen Landtag am 11. Februar 2013 verabschiedeten Gründungsgesetz „[…] zur Neustrukturierung der Hochschulregion Lausitz“ gilt der 1. Juli 2013 als das offizielle Gründungsdatum der neuen Hochschule. Die brandenburgische Wissenschaftsministerin Sabine Kunst stellte am 5. Februar 2013 den neuen Gründungsbeauftragten Birger Hendriks für die Brandenburgische Technische Universität Cottbus-Senftenberg vor, der ab 1. Juli 2013 die Leitung der Universität bis zur Bestellung eines Gründungspräsidenten übernahm. Am 17. Oktober 2013 fand die Wahl des Gründungssenats und des erweiterten Gründungssenats statt. Am 18. Dezember 2013 wurde mit der Wahl des Studierendenparlaments die erste gemeinsame studentische Vertretung der BTU Cottbus-Senftenberg gewählt.
Nachdem sich die Findungskommission im Juni 2014 für Jörg Steinbach als Präsidenten ausgesprochen hatte, schlug Wissenschaftsministerin Sabine Kunst ihn dem erweiterten Gründungssenat vor. In der Sitzung vom 25. Juni 2014 stellten der erweiterte Gründungssenat und Sabine Kunst das im Gründungsgesetz geforderte Einvernehmen her, damit Jörg Steinbach von der Ministerin als Gründungspräsident der BTU Cottbus-Senftenberg am 11. Juli 2014 ernannt werden konnte. Seine Amtsgeschäfte nahm Steinbach am 16. Juli 2014 auf. Die Amtseinführung erfolgte mit Ministerpräsident Dietmar Woidke und Wissenschaftsministerin Kunst am 15. Oktober 2014.

### Positionierung der Universität im Strukturwandel (seit 2018)
Durch seinen Wechsel in die Politik als Wirtschaftsminister Brandenburgs legte Steinbach am 19. September 2018 sein Amt nieder, das daraufhin Christiane Hipp als Interimspräsidentin weiterführte. Insbesondere die regionale Bedeutung der Universität als Vermittlung während des Strukturwandels in der Lausitz im Rahmen des geplanten Wegfalls des Braunkohlebergbaus wurde während ihrer Amtszeit weiter ausgearbeitet. Das Problem der sinkenden Studierendenzahlen bestand jedoch weiterhin und schwächte sich gegen Ende von Hipps Amtsperiode nur langsam ab.
Am 16. Juli 2020 wurde Gesine Grande vom Senat der BTU Cottbus-Senftenberg als neue Präsidentin vom Senat der BTU Cottbus-Senftenberg gewählt und am 14. September 2020 durch die brandenburgische Wissenschaftsministerin Manja Schüle zum 1. Oktober 2020 offiziell ernannt. Nach eigenen Angaben wolle sie es sich zur Aufgabe machen, die regionale und überregionale Bekanntheit der BTU weiter zu stärken und die Universität insbesondere im Rahmen ihrer Spezialisierungen zu profilieren. Außerdem sollen Doppelstrukturen, die seit der Fusion 2013 existieren, abgebaut werden und die BTU noch eindeutiger universitär ausgerichtet werden. Auch die Integration einer medizinischen Fakultät (inkl. entsprechendem Studiengang) in die bestehende Universität wurde geprüft und anvisiert, wurde aber mit der Medizinischen Universität Lausitz von der BTU unabhängig umgesetzt. Ein Konzept für einen Pharmaziestudiengang wurde durch Grande gegenüber der Landesapothekerkammer Brandenburg vorgestellt.

### Fakultäten und Einrichtungen
Die BTU Cottbus–Senftenberg ist in sechs Fakultäten gegliedert:
- Fakultät 1: MINT – Mathematik, Informatik, Physik, Elektro- und Informationstechnik
- Fakultät 2: Umwelt und Naturwissenschaften
- Fakultät 3: Maschinenbau, Elektro- und Energiesysteme
- Fakultät 4: Humanwissenschaften
- Fakultät 5: Wirtschaft, Recht und Gesellschaft
- Fakultät 6: Architektur, Bauingenieurwesen und Stadtplanung[24]

#### Wissenschaftliche Einrichtungen
- Center for Hybrid Electric Systems Cottbus (chesco)
- Innovationscampus Elektronik und Mikrosensorik Cottbus
- Forschungszentrum Landschaftsentwicklung und Bergbaulandschaften (FZLB)
- Zentrum für Rechts- und Verwaltungswissenschaften (ZfRV)
- Zentrum für Strömungs- und Transportvorgänge (CFTM²)
- Zentrum für wissenschaftliche Weiterbildung
- Zentrum für Studierendengewinnung und Studienvorbereitung – College
- Zentrales Analytisches Labor[24]

#### Fakultätseinrichtungen
- Institut für schwimmende Bauten
- Institut Energieoptimierter Standort (EOS)
- Institut für Inverse Modellierung (IIM)
- Zentrum für barrierefreies Studium[25]

#### Betriebseinheiten

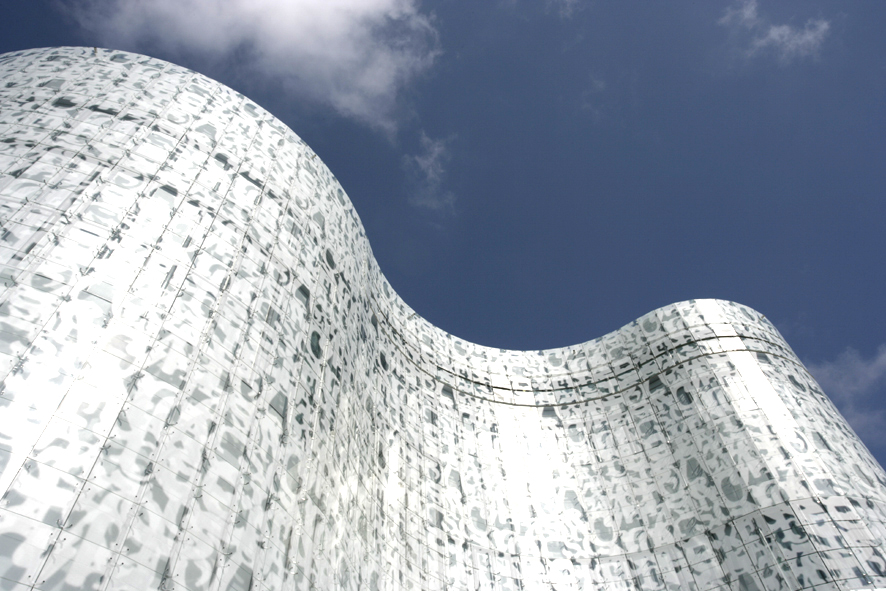
Informations-, Kommunikations- und Medienzentrum (IKMZ) der BTU Cottbus-Senftenberg

- Das Informations-, Kommunikations- und Medienzentrum (IKMZ) war zunächst eine Einrichtung der BTU Cottbus, in der die Universitätsbibliothek, das Rechenzentrum, das Multimediazentrum und die Betriebliche Datenverarbeitung unter einer gemeinsamen Leitung zusammengefasst waren und ging bei der Fusion in den Umfang der BTU Cottbus-Senftenberg über. In der Universitätsbibliothek stehen auf sieben Etagen insgesamt 600 Arbeitsplätze mit über 900.000 Medien, über 750 laufenden Zeitschriften sowie rund 10.000 E-Books zur Verfügung (Stand: 2010).[26] Das Gebäude des IKMZ wurde von den renommierten Architekten Herzog & de Meuron entworfen und war seit der Fertigstellung im Jahre 2004 das neue Wahrzeichen der Universität. Es erhielt 2007 den Architekturpreis Große Nike und eine Nike in der Kategorie „architektonischer Gesamtausdruck“.[27]
- Die Zentrale Einrichtung Sprachen (ZSp) bietet und bat ein Sprachkursangebot von zwischenzeitlich insgesamt zwölf Fremdsprachen in unterschiedlichen Niveaustufen an. Neben den gängigen Fremdsprachen wie Englisch, Französisch und Spanisch wurden vor der Fusion eher seltenere Sprachen wie Griechisch oder Schwedisch unterrichtet. Für ausländische Studierende gibt es in jedem Semester Deutsch-Intensivkurse, die mit der Deutschen Sprachprüfung für den Hochschulzugang (DSH) abgeschlossen werden konnten. Das Sprachenzentrum wurde Mitglied im Arbeitskreis der Sprachenzentren, Sprachlehrinstitute und Fremdspracheninstitute (AKS), einer Vereinigung für Fremdsprachenlehre an deutschen Hochschulen.[28]
- Zentrale Einrichtung Hochschulsport (ZEH)

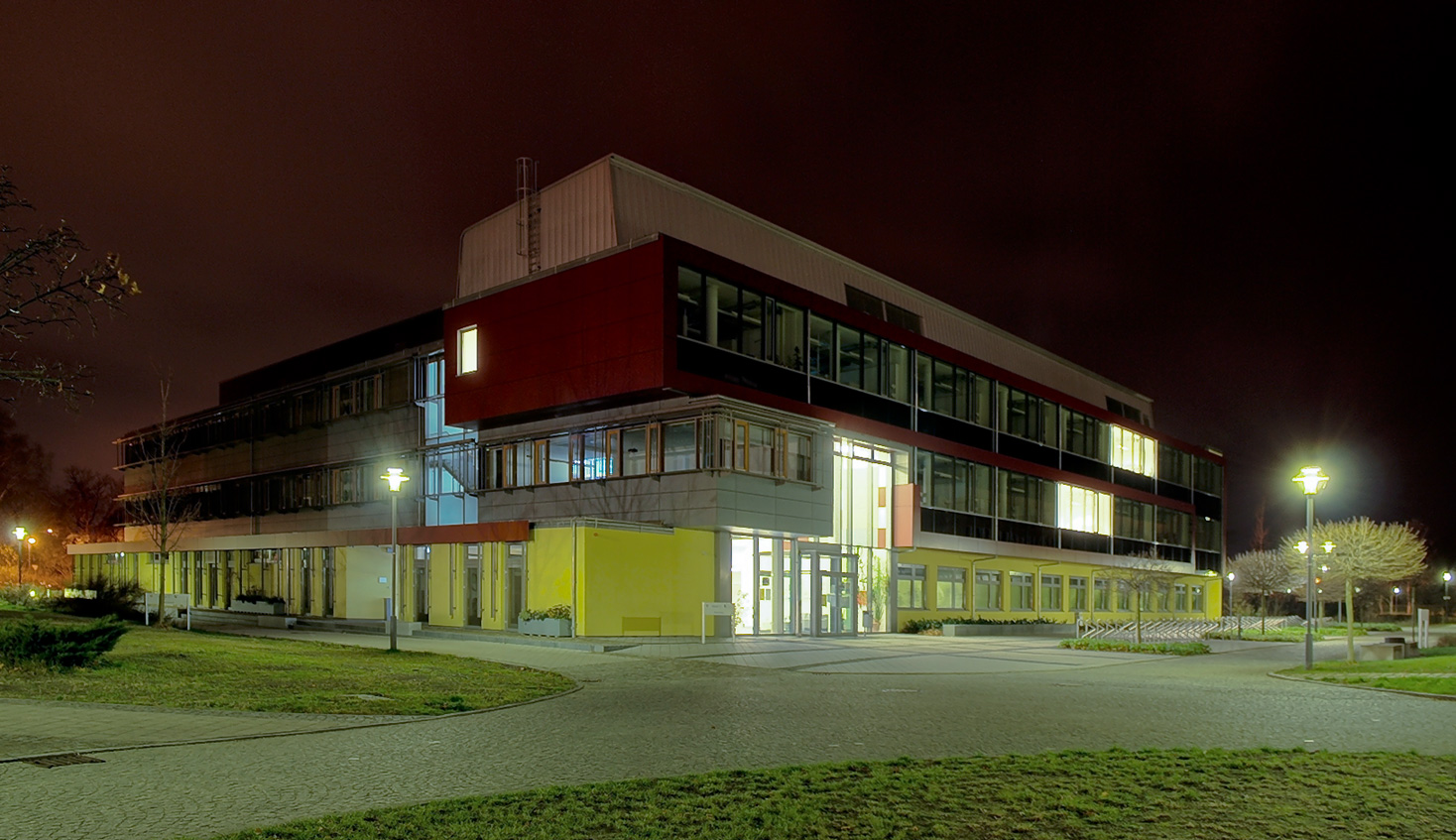
Biotechnologiezentrum in Senftenberg

- Zentralwerkstatt[24]

## Studium
Im Wintersemester 2024/25 waren rund 7.100 Studierende an der BTU Cottbus-Senftenberg immatrikuliert. Der Anteil an Studierenden in MINT-Fächern ist gleichbleibend stark und liegt bei 65 %. 40 % der Studierenden kommen aus dem Ausland aus über 120 verschiedenen Ländern. Der Frauenanteil in der Studierendenschaft beträgt 43 %.
Bis auf wenige Ausnahmen sind die Studiengänge der BTU Cottbus-Senftenberg zulassungsfrei, d. h. ohne Numerus clausus (NC). Für alle Studiengänge ist die Bewerbung zum Wintersemester möglich, für einige Master- und Bachelor-Studiengänge auch zum Sommersemester.

### Studiengänge
Das Studienangebot umfasst 31 Bachelorstudiengänge, 33 Masterstudiengänge und vier PhD/Promotionsprogramme. Neben der strukturierten Promotion in PhD-/Promotionsprogrammen ist eine Individualpromotion möglich. Beim Großteil der Studiengänge ist die Lehrsprache Deutsch. Insgesamt 18 Studienprogramme (ein Bachelor, 13 Master, vier Ph.D.) werden in Englisch angeboten.
| Studiengang                                                       | Abschluss             | Lehrsprache | Duales Studium |
| ----------------------------------------------------------------- | --------------------- | ----------- | -------------- |
| Angewandte Mathematik                                             | Master                | Deutsch     |                |
| Architektur                                                       | Bachelor/Master       | Deutsch     |                |
| Artificial Intelligence                                           | Master                | Englisch    |                |
| Bau- und Kunstgeschichte                                          | Bachelor              | Deutsch     |                |
| Bauingenieurwesen                                                 | Bachelor/Master       | Deutsch     | Ja             |
| Berufspädagogik für Gesundheitsberufe                             | Master                | Deutsch     |                |
| Betriebswirtschaftslehre                                          | Bachelor/Master       | Deutsch     | Ja             |
| Biotechnologie                                                    | Bachelor              | Deutsch     |                |
| Biotechnology                                                     | Master                | Englisch    |                |
| Cognitive and Dependable Systems                                  | Ph.D.                 | Englisch    |                |
| Control of Renewable Energy Systems                               | Master                | Englisch    |                |
| Cyber Security                                                    | Master                | Englisch    |                |
| Digitale Gesellschaft                                             | Bachelor              | Deutsch     |                |
| Elektrotechnik                                                    | Bachelor/Master       | Deutsch     | Ja             |
| Energietechnik und Energiewirtschaft                              | Bachelor/Master       | Deutsch     |                |
| Environmental and Resource Management                             | Bachelor/Master/Ph.D. | Englisch    |                |
| Euro Hydroinformatics and Water Management                        | Master                | Englisch    |                |
| Forensic Sciences and Engineering                                 | Master                | Deutsch     |                |
| Hebammenwissenschaft                                              | Bachelor              | Deutsch     |                |
| Heritage Conservation and Site Management                         | Master                | Englisch    |                |
| Heritage Studies                                                  | Ph.D.                 | Englisch    |                |
| Hybrid Electric Propulsion Technology                             | Master                | Englisch    |                |
| Informatik                                                        | Bachelor/Master       | Deutsch     |                |
| Instrumental- und Gesangspädagogik                                | Bachelor              | Deutsch     |                |
| Klimagerechtes Bauen und Betreiben                                | Master                | Deutsch     |                |
| Künstliche Intelligenz                                            | Bachelor              | Deutsch     |                |
| Künstliche Intelligenz Technologie                                | Bachelor/Master       | Deutsch     |                |
| Landnutzung und Wasserbewirtschaftung                             | Bachelor              | Deutsch     |                |
| Lehramt Primarstufe                                               | Bachelor              | Deutsch     |                |
| Leichtbau und Werkstofftechnologie                                | Master                | Deutsch     | Ja             |
| Maschinenbau                                                      | Bachelor/Master       | Deutsch     | Ja             |
| Materialchemie                                                    | Bachelor/Master       | Deutsch     |                |
| Mathematik                                                        | Bachelor/Master       | Deutsch     | Ja             |
| Medizininformatik                                                 | Bachelor              | Deutsch     |                |
| Medizintechnik                                                    | Bachelor              | Deutsch     | Ja             |
| Pflegewissenschaft                                                | Bachelor              | Deutsch     |                |
| Physics                                                           | Master                | Englisch    |                |
| Physik                                                            | Bachelor              | Deutsch     |                |
| Power Engineering                                                 | Master/Ph.D.          | Englisch    |                |
| Soziale Arbeit                                                    | Bachelor/Master       | Deutsch     |                |
| Stadt- und Regionalplanung                                        | Master                | Deutsch     |                |
| Stadtplanung und Städtebau                                        | Bachelor              | Deutsch     |                |
| Therapiewissenschaften                                            | Bachelor              | Deutsch     |                |
| Transfers-Fluids-Materials in Aeronautical and Space Applications | Master                | Englisch    |                |
| Umweltingenieurwesen                                              | Bachelor/Master       | Deutsch     |                |
| Urban Design – Revitalization of Historic City Districts          | Master                | Englisch    |                |
| Wirtschaftsingenieurwesen                                         | Bachelor/Master       | Deutsch     | Ja             |
| Wirtschaftsmathematik                                             | Bachelor              | Deutsch     | Ja             |
| Wirtschaftsrecht für Technologieunternehmen                       | Master                | Deutsch     |                |
| World Heritage Studies                                            | Master                | Englisch    |                |

### Duales Studium
Ein besonders praxisnahes Studium bietet die BTU Cottbus-Senftenberg in den dualen Studienmodellen (dual praxisintegrierend oder dual ausbildungsintegrierend) an.
Studiengänge mit dualem Studienmodell:
- Bauingenieurwesen (Bachelor)
- Betriebswirtschaftslehre (Bachelor)
- Elektrotechnik (Bachelor)
- Maschinenbau (Bachelor)
- Mathematik (Bachelor, Master)
- Medizintechnik (Bachelor)
- Wirtschaftsingenieurwesen (Bachelor)
- Wirtschaftsmathematik (Bachelor)
- Leichtbau und Werkstofftechnologie (Master)

### Vorbereitungsprogramme
Das Orientierungsstudium College+ ist ein Studienvorbereitungsprogramm, welches Studieninteressierte auf der Suche nach einem ihren Neigungen und Fähigkeiten entsprechenden Studiengang unterstützt. In zwei Semestern lernen sie das Studieren an der Universität und die Vielfalt der Studiengänge der BTU Cottbus-Senftenberg kennen.
Die BTU Cottbus-Senftenberg bietet Programme für Studieninteressierte zum Erwerb der Hochschulzugangsberechtigung im Land Brandenburg und der Sprachqualifikation an.
- ESiSt – Erfolgreicher Studieneinstieg für internationale Studierende in Brandenburg[30]
- Brücke zum Studium[31]
- Sprungbrett Uni-Deutsch mit TestDaF[32]

### Weiterbildungs- und Zertifikatsstudium
Die BTU Cottbus-Senftenberg bietet Zertifikatsstudiengänge zur Weiterbildung von Fach- und Führungskräften an.
Berufsbegleitende postgraduale Masterstudiengänge:
- Forensic Sciences and Engineering
- Wirtschaftsrecht für Technologieunternehmen
- Urban Design – Revitalization of Historic City Districts
- Public Administration (MPA)

Zertifikatsstudiengänge:
- Künstlerische Ausbildung für Instrumente und Gesang
- Transferscout*in
- Technology, Science and Society (TeSS)
- Advanced Music Education

### Doppelabschlüsse und Gemeinsame Abschlüsse mit Partnerhochschulen
Die BTU Cottbus-Senftenberg bietet neun Studiengänge mit Doppelabschlüssen (Double Degrees) oder Gemeinsamen Abschlüssen (Joint Degrees) mit Hochschulen weltweit an.
Studiengängen mit Doppelabschluss (Double Degree):
- Architektur (M.Sc.)
- Environmental and Resource Management (M.Sc.)
- Power Engineering (M.Sc.)
- Soziale Arbeit (B.A.)
- Urban Design – Revitalization of Historic City Districts (M.Sc.)
- Leichtbau und Werkstofftechnologie (M.Sc.)
- World Heritage Studies (M.A.)

Studiengängen mit gemeinsamen Abschluss mit einer oder mehreren Partnerhochschulen (Joint Degree):
- Heritage Conservation and Site Management (M.A.)
- Euro Hydroinformatics and Water Management (ERASMUS Mundus Studiengang) (M.Sc.)
- Transfers-Fluids-Materials in Aeronautical and Space Applications (M.Sc.)

### Semesterticket
Das Semesterticket erlaubte den Studierenden die Nutzung aller öffentlichen Verkehrsmittel in Berlin und Brandenburg (VBB-Gesamtnetz) sowie die Nutzung der Bahnlinie RE18 und RE15 nach Dresden Hauptbahnhof. Die freigegebenen IC/EC-Fernverkehrszüge konnten innerhalb von Berlin-Brandenburg mit dem Semesterticket genutzt werden. Mit der Einführung des Deutschlandtickets im Mai 2023 wurde das Semesterticket bis auf Weiteres abgeschafft.

### Internationale Partnerschaften
Als Universität mit einem hohen Anteil ausländischer Studierenden pflegt die BTU Cottbus-Senftenberg Beziehungen zu Partneruniversitäten weltweit. Ein Studierendenaustausch ist über das Erasmus+-Programm oder das hochschuleigene Austauschprogramm STUDEXA möglich. Aktuell arbeitet die BTU Cottbus-Senftenberg in 266 Kooperationen mit 160 Hochschulen in 53 Ländern zusammen. Seit 2019 ist die BTU Cottbus-Senftenberg Mitglied in der Allianz EUNICE (European UNIversity for Customised Education).

### Studium und Familie
Die Universität verfolgt verschiedene Maßnahmen, um die Arbeits- und Studienbedingungen möglichst familienfreundlich zu gestalten. So gelten für Beschäftigte flexible Arbeitszeiten (Teilzeitarbeit, Gleitzeitarbeit, Freizeitausgleich für Mehrarbeit). An der BTU werden insbesondere Partner von neu berufenen Professoren und Wissenschaftlern sowie Führungskräfte im Bereich der Zentralverwaltung und der Dienstleistungseinrichtungen unterstützt, wenn sie auf Grund des Wechsels des Partners an die BTU ihren Wirkungsbereich aufgeben müssen.
Zentrale Komponenten des Betrieblichen Gesundheitsmanagements sind der Arbeits- und Gesundheitsschutz, das Betriebliche Eingliederungsmanagement, die Gesundheitsförderung sowie eine Beratungs- und Präventionskultur.
Für die Studierenden gibt es besondere Regelungen in den Studien- und Prüfungsordnungen, die den Mutterschutz sowie die Krankheit von Kindern als eigenständige Gründe für Fristverlängerungen akzeptieren.
Zum Wintersemester 2008/2009 wurde ein Eltern-Kind-Zimmer im Hauptgebäude eingerichtet, welches kinderfreundlich gestaltet ist und den Eltern einen Arbeitsplatz für die Erledigung von Dienst- und Studienaufgaben bereitstellt. Für die Tagesbetreuung der Kinder betreibt das Studentenwerk eine eigene Kindertagesstätte für bis zu 125 Kinder. In der Mensa auf dem Zentralcampus gibt es eine Kinder-Spielecke mit Hochstühlen und einen gesonderten Wickelraum. Weiterhin zahlt das Studentenwerk auf Antrag ein Begrüßungsgeld von 50 Euro für jedes Neugeborene eines eingeschriebenen Studierenden der BTU.
Für diese Maßnahmen wurde die Universität in den Jahren 2009 und 2013 von der Hertie-Stiftung zertifiziert und als besonders familiengerechte Hochschule ausgezeichnet.

### Erstwohnsitzmodell Cottbus
Das Erstwohnsitzmodell der Stadt Cottbus gewährt Studierenden ab der ersten Antragstellung drei Jahre lang einen jährlichen Zuschuss in Höhe von 200 Euro, sofern der Studierende in mindestens zwei Gemeinden in Deutschland gemeldet war und in Cottbus den Hauptwohnsitz angemeldet hat. Dieser Zuschuss muss bei der Stadt Cottbus jährlich beantragt werden.

### Studenten-Freizeit-Bonus Senftenberg
Studierende in Senftenberg, die ihren alleinigen oder Hauptwohnsitz zum Zweck des Studiums nach Senftenberg verlegt haben, erhalten ein kommunales Begrüßungsgeld von jährlich 100 Euro. Das Begrüßungsgeld wird in Form von Gutscheinen ausgezahlt, die in Kultur- und Sporteinrichtungen, Gastronomiebetrieben und in Buchläden ausgegeben werden können.

### Studentische Projekte und Vereine
Der Lehrstuhl Medientechnik unterhält auf dem Campus ein voll ausgestattetes Fernsehstudio, welches zur Produktion des studentischen Fernsehsenders CampusTV genutzt wird. Studenten verschiedener Fachrichtungen produzieren dort monatlich eine halbstündige Sendung mit Berichten, Reportagen und Interviews rund um das Studentenleben in Cottbus und Senftenberg.
Weiterhin stellt die Universität ein eigenes Team bei der Formula Student, einem studentischen Konstruktionswettbewerb zum Bau eines eigenen Rennwagens. Ziel dieses Wettbewerbs ist neben der erfolgreichen Teilnahme an einem internationalen Rennen auch ein gutes Gesamtpaket aus Konstruktion, Finanzplanung und Verkaufsargumenten zu schaffen.
Das Team Lausitz Dynamics beteiligt sich seit 2009 am weltweit ausgetragenen Shell Eco-marathon, bei dem die Energieeffizienz im Mittelpunkt steht. Die Studierenden arbeiten seit Jahren an Fahrzeugen, die mit erneuerbaren Energien betrieben werden. Beim Marathon 2017 in London starteten sie mit einem batteriebetriebenen Prototypenfahrzeug.
Das Unikino Cottbus präsentiert jeden Mittwoch ausgewählte Filme im Studentenclub Muggefug e. V. Die Filme laufen abwechselnd in deutscher und englischer Sprache und bedienen verschiedene Genres. Zu Beginn jedes Wintersemesters organisiert das Organisationsteam Infowoche (OTIWO e. V.) eine Einführungs- und Kennenlernwoche für die neuen Studenten. Feste Bestandteile sind in jedem Jahr neben der Paddeltour auf die Stadtrallye.
Weitere studentische Vereine (Auswahl):
- OTIWO e. V. → Organisation Team Info Woche e. V.[46]
- Jalta.consultants e. V. (Studentische Unternehmensberatung)
- Börsenclub Cottbus e. V.
- Verband Deutscher Wirtschaftsingenieure Hochschulgruppe Cottbus e. V.
- eCampus-Lausitz e. V.

## Campus und Universitätsleben

### Lage der Campus

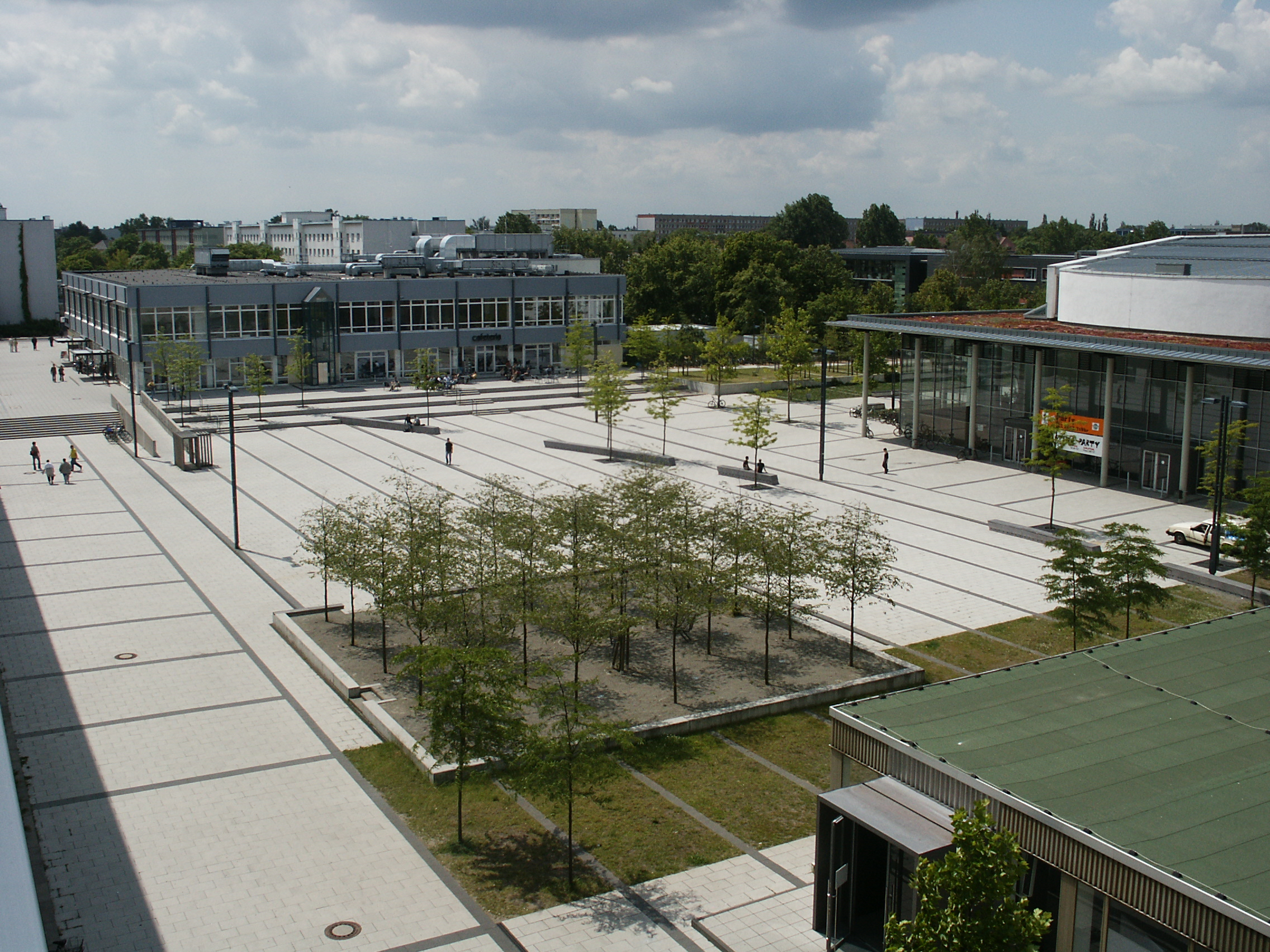
Blick vom Hauptgebäude auf den zentralen Campusplatz

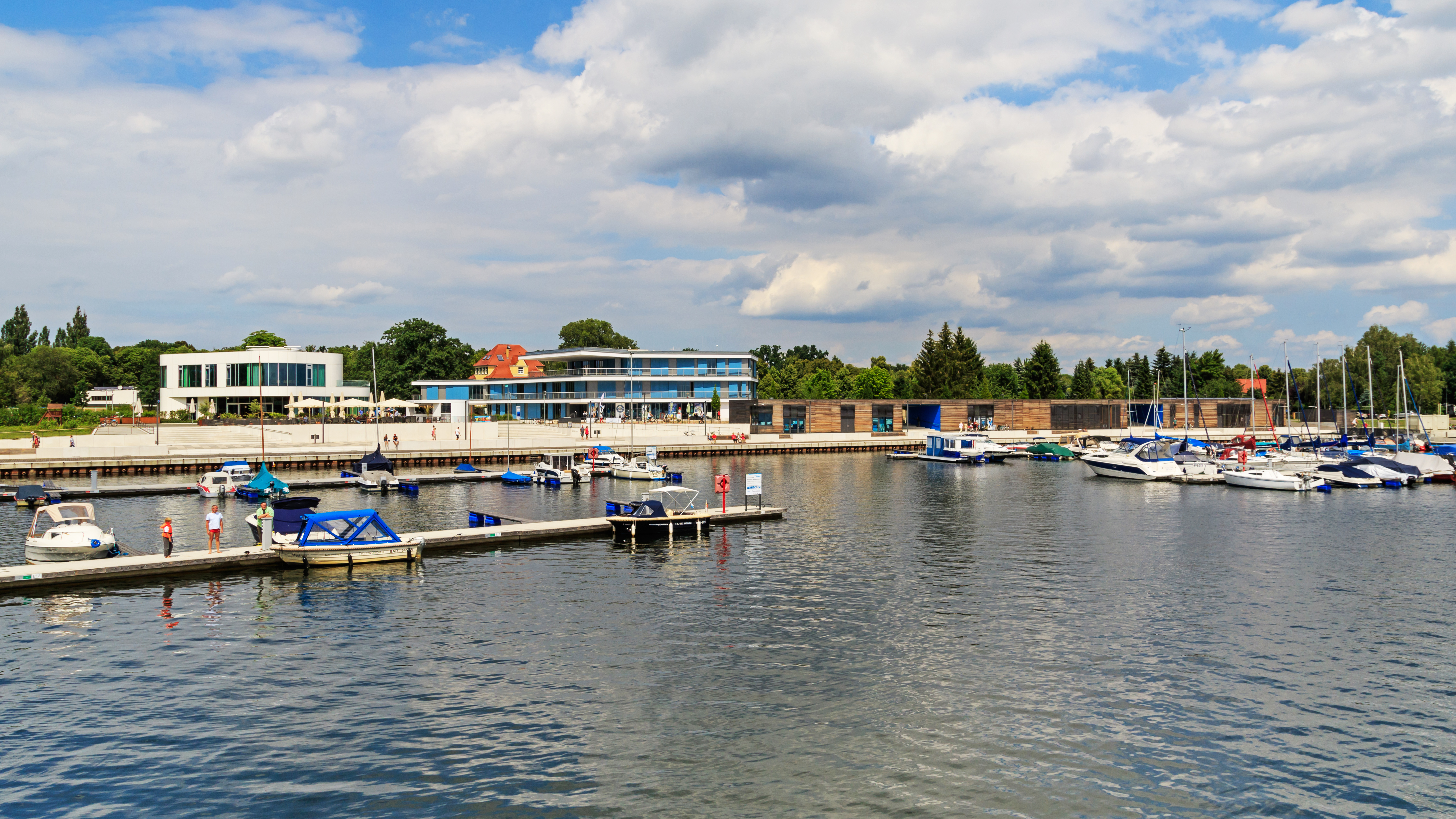
Der Stadthafen befindet sich in der Nähe des Campus Senftenberg.

Der Zentralcampus Cottbus befindet sich nordwestlich der Altstadt und besitzt eine Fläche von über 300.000 m². Wenige Lehrstühle der Fakultät für Umweltwissenschaften und Verfahrenstechnik sind vom eigentlichen Campus weiter entfernt und oft zu Fuß zu erreichen. In unmittelbarer Nähe zum Campus befinden sich die Einkaufszentren Spree Galerie, das Blechen Carré sowie das Sport- und Freizeitbad Lagune. Der Cottbuser Hauptbahnhof ist etwa 1,5 km entfernt und über die Buslinien 15(-44), 16 und 47 direkt vom Campus aus zu erreichen.
Das Studentenwerk Frankfurt/Oder betreibt auf dem Campus eine Hauptmensa, die pro Tag etwa 2500 Mahlzeiten für Studierende, Mitarbeiter und Gäste der BTU ausgibt. In demselben Gebäude befinden sich eine Cafeteria, eine Brasserie und kleinere Geschäfte. In direkter Nachbarschaft zur Mensa sind außerdem die Studentenwohnheime in der Universitätsstraße und in der Erich-Weinert-Straße. Das Studentenwohnheim in der Potsdamer Straße ist rund 1 km entfernt.
Die Campus Sachsendorf und Senftenberg besitzen weiterhin jeweils eine eigene Mensa und weitere Möglichkeiten der Freizeitaktivität, etwa den Senftenberger See, ein künstlich gefluteter ehemaliger Tagebau, der Teil der Lausitzer Seenplatte ist.

### Kultur

#### Studentenclubs
Im direkten Umfeld zur Universität befinden sich die Studentenklubs Muggefug, quasiMONO und die Bühne 8. Das Muggefug und das quasiMONO dienen als Veranstaltungsorte für Konzerte, Kino, Kabarett und Discos. Die Bühne 8 zeigt darüber hinaus verschiedene Reihen des Studententheaters. Viele Universitätsgebäude auf dem Campus selbst, wie das Zentrale Hörsaalgebäude oder die Mensa, sind stadtweit bekannte Veranstaltungsorte für studentisch sowie privat organisierte Partyreihen, Kino, Vortragsreihen und Lesungen. Als Kneipe für Studierende gilt Die Unbelehr-Bar, welche sich in unmittelbarer Nachbarschaft zum Zentralcampus befindet.
Der Studentenkeller (Stuk) in der Innenstadt von Cottbus wurde im Dezember 2007 nach 35 Jahren Partygeschichte geschlossen. Der Grund für die Schließung waren unterschiedliche Vorstellungen für die Zukunft zwischen dem Betreiber und dem Vermieter der Räumlichkeiten.

#### Theater
Seit 1996 findet jeden Januar das vom Studentenwerk Frankfurt (Oder) und dem Studierendenrat der BTU Cottbus-Senftenberg veranstaltete Studentenkabarett-Festival Ei(n)fälle mit bundesweiter Beteiligung statt. Spielstätte ist und war neben universitätseigenen Gebäuden und der Bühne 8 auch das Staatstheater Cottbus.

#### Konzerte und Festivals
Der Studierendenrat der BTU Cottbus-Senftenberg veranstaltet jedes Jahr gemeinsam ein Sommerfest mit kostenlosen Open-Air-Konzerten auf dem Campus der BTU. Unter anderem spielten dort bereits Bands wie Jennifer Rostock, Knorkator, Turbostaat, Ohrbooten, Juli, K.I.Z und Beatsteaks. Der Campus wurde zum Teil auch für kommerzielle Konzerte genutzt, so traten Wir sind Helden, Roland Kaiser auf.

#### Architekturwettbewerb
Mit dem ebenfalls von Studenten organisierten Architekturwettbewerb Arch.stars fand seit dem Jahr 2004 ein Forum für Architekturstudenten aus ganz Deutschland statt. Die Gewinner des Wettbewerbs wurden von den Teilnehmern selbst und dem Publikum bestimmt. Die Ausstellung fand an mehreren Orten der Stadt Cottbus statt.

### Sport
Studenten und Mitarbeiter der Universität haben die Möglichkeit, bei der Zentraleinrichtung Hochschulsport Sportkurse zu belegen. Das Angebot dort umfasst neben klassischen Sportarten wie Fußball, Handball, Volleyball und Boxen auch weniger bekannte Sportarten wie Ultimate, Lacrosse, Capoeira oder Rugby. Insgesamt werden etwa 50 Sportkurse von der Universität angeboten. Als Trainingsstätten werden vorwiegend die Sporthalle und der Sportplatz am nördlichen Ende des Zentralcampus genutzt. Einzelne Sportkurse wie American Football, Baseball oder Kraftsport werden über den Hochschulsportverein Cottbus angeboten.
Die Universität ist Mitglied im Allgemeinen Deutschen Hochschulsportverband und nimmt regelmäßig an den bundesdeutschen Sportwettkämpfen teil. Die Handball-Abteilung des damaligen Universitätssportverein Cottbus konnte sich in den Jahren 2000 bis 2003 in der 2. Handball-Bundesliga behaupten. Das Volleyballteam gewann im Jahre 2005 in Freiburg den ADH-Pokal für Universitäten mit weniger als 10.000 Studenten. Im Jahre 2006 errang das Basketballteam in Ulm mit einem 47:31-Finalsieg gegen den Gastgeber den ADH-Pokal und wurde somit erstmals Deutscher Meister (in der Kategorie Hochschulen bis 10.000 Studenten). Diesen Titel konnte das Basketballteam in den folgenden zwei Jahren verteidigen und musste sich erst im Jahr 2009 wieder im Finale, nach 20 Siegen in Folge, gegen Kaiserslautern geschlagen geben. Im Jahr 2011 gelang es erneut die Meisterschaft zu gewinnen. Damals setzte man sich mit einem deutlichen 61:32-Sieg im Finale gegen die Universität Koblenz durch.
Die Universität ist Partnerhochschule des Spitzensports und bietet Kaderathleten besondere Studienbedingungen, um Nachteile aufgrund des sportlichen Engagements zu verhindern. Vorbereitungen für Meisterschaften können so etwa als Urlaubssemester angerechnet sowie Abgabe- und Prüfungstermine angepasst werden.

### Kunst

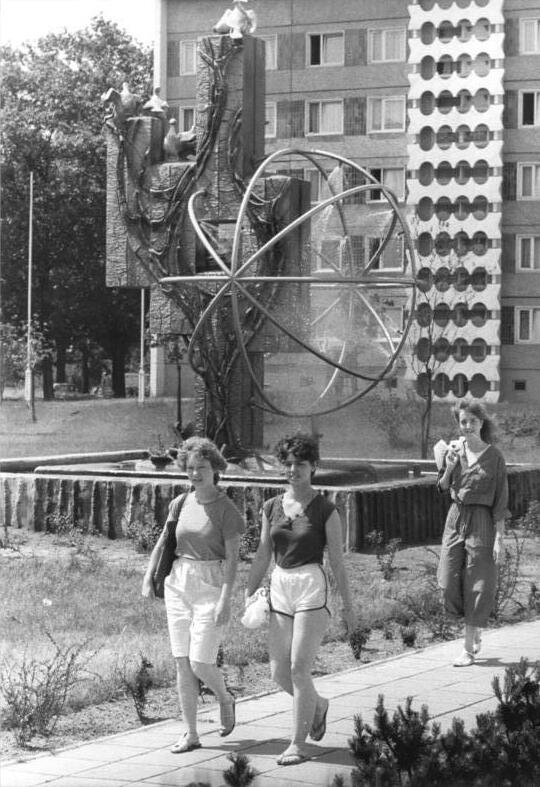
Der Brunnen des Friedens vor den damaligen Studentenwohnheimen der Ingenieurhochschule Cottbus

Seit 1997 gab es eine Kommission Kunst und Campus an der BTU, die sich für den Erhalt und die Neuinstallation von Kunstwerken auf dem Campus einsetzte. Das neueste Kunstwerk mit dem Namen Universitas wurde im Oktober 2009 im Foyer des Hauptgebäudes eingeweiht. Es handelt sich dabei um einen 2,20 Meter großen Ring aus Solarmodulen, der auf die Allgegenwart elektromagnetischer Energie hinweisen soll. Der Licht-Orbiter macht diese Energie sichtbar, indem er sie über die Solarmodule und einen Elektromotor in kinetische Energie umwandelt. In Neubauten sind weitere Kunstinstallationen geplant.
Weitere Kunstwerke auf dem Campus:
- Brunnen des Friedens von einem Kollektiv unter (An-)Leitung von Walter Heinrich (1985)
- Klanginstallation von Rolf Julius (1999)
- Durch – Gang von Jo Achermann (2001)
- Kaleidoskop von Christian Eiser (2002, derzeit nicht installiert)
- Echo von Andreas Schmidt (2005)
- Winddrehschilder von Hester Oerlemans (2006)

### Religion
Die Studentengemeinde der BTU Cottbus-Senftenberg ist eine Einrichtung der Evangelischen Landeskirche, steht auch für Hochschulangehörige katholischen Glaubens offen.

## Forschung

### Forschungsprofil
Die BTU ist eine forschungsorientierte Universität, die sowohl Schwerpunkte in der Grundlagenforschung als auch in der angewandten Forschung aufweist. Als kleine technische Universität in der Lausitz stellt sich die BTU ihrer Verantwortung, als Innovations- und Internationalisierungsmotor in der Region zu wirken und somit positiv Einfluss auf den derzeitigen Strukturwandel der Lausitz auszuüben. Die BTU ist mit ihren Forschungsschwerpunkten auch international aktiv und transferiert ihre Lösungsansätze vor Ort auf internationale Ebene.
Mit dem Hochschulentwicklungsplan für die Jahre 2020 bis 2025 wurden die folgenden vier fakultätsübergreifenden Forschungsfelder definiert:
- Globaler Wandel und Transformation
- Energiewende und Dekarbonisierung
- Gesundheit und Life Sciences
- Künstliche Intelligenz und Sensorik

Ziel der Forschungsschwerpunkte ist einerseits eine Stärkung der Interdisziplinarität von Forschungsströmungen in der BTU und andererseits die gezielte Förderung von international gefragten Forschungsthemen, welchen seitens der BTU schon seit Jahren intensiv nachgegangen wird.

### Forschungsförderung
Die Drittmitteleinnahmen der BTU lagen im Jahr 2019 bei 33,9 Mio. Euro. Die Deutsche Forschungsgemeinschaft (DFG) fördert die BTU aktuell unter anderem durch ein Graduiertenkolleg (GRK 1913 „Kulturelle und technische Werte historischer Bauten“), zwei Schwerpunktprogramme (SPP 2255 „Kulturerbe Konstruktion – Grundlagen einer ingenieurwissenschaftlich fundierten und vernetzten Denkmalpflege für das bauliche Erbe der Hochmoderne“ und SPP 2183 „Eigenschaftsgeregelte Umformprozesse“) und das Gerätezentrum „Physik rotierender Strömungen“. Darüber hinaus ist die BTU derzeit an folgenden koordinierten Programmen der DFG beteiligt: einem Graduiertenkolleg (GRK), einem Sonderforschungsbereich (SFB), einem SFB-Transregio (TRR), sieben Schwerpunktprogrammen (SPP) und drei Forschungsgruppen (FOR). Außerdem beteiligte sich die BTU erfolgreich am BiodivERsA 2018–2019 Call zum Thema “Biodiversity and its influence on animal, human and plant health”, einem durch die DFG und die Europäische Kommission im Rahmen von Horizont 2020 kofinanzierten European Research Area Network (ERA-Net COFUND) und ist Koordinator des geförderten Projekts „FunProd - Relationships between functional diversity and food production and quality under ecological intensification“ mit 11 europäischen Partnern.
Die BTU kooperiert über einen Partnerschaftsvertrag seit Juli 2015 mit dem Climate-KIC; eine von der EU-Kommission eingerichtete Knowledge and Innovation Community (KIC), die sich mit Forschungen rund um den Klimaschutz befasst. Diese strategische Kooperation dient insbesondere den Forschungsschwerpunkten „Smart Regions und Heritage“ und „Energie-Effizienz und Nachhaltigkeit“. Verschiedene Projekte im Fachgebiet Bodenschutz und Rekultivierung werden bereits durch das Climate-KIC gefördert. Weitere durch das EU-Forschungsrahmenprogramm Horizont 2020 geförderte Schwerpunkte an der BTU liegen im Bereich Luftfahrt, bei der Land- und Ressourcennutzung, sowie bei der internationalen Nachwuchsausbildung (Innovative Training Networks der Marie-Skłodowska-Curie-Maßnahmen). Mit dem Projekt „Smart4All: Selfsustained Cross Border Customized Cyberphysical System Experiments For Capacity Building Among European Stakeholders“ konnte Mitte 2019 das bisher größte Horizont 2020-Projekt eingeworben werden, welches insbesondere die Rolle der BTU als Brücke zwischen (Grundlagen-)Forschung und Anwendung stärkt. Smart4All ist damit das zweite Projekt neben dem Innovationszentrum Moderne Industrie (IMI) Brandenburg, mit dem sich die BTU an den Digital Innovation Hubs der EU-Kommission beteiligt. Weitere Impulse für die europäische und internationale Forschung an der BTU wird die European University EUNICE bringen. Dieses Netzwerk europäischer Universitäten, an der sich die BTU beteiligt, will durch angepasste Bildungsangebote die Forschung und die Innovation für die Gesellschaft stärken.
Durch die erfolgreiche Antragstellung im Programm HAW.International des DAAD (Förderlaufzeit 10/2019 bis 9/2023) kann die Förderung des Aufbaus leistungsfähiger und weltoffener fachhochschulischer Disziplinen und die Stärkung ihrer internationalen Wettbewerbsfähigkeit am Beispiel des Institutes Soziale Arbeit verstärkt vorangetrieben werden. Die BTU belegt in der DAAD Förderstatistik in der Individualförderung Rang 28 der Ausgaben für Individualförderung pro Studierenden im deutschlandweiten Vergleich und Rang 1 innerhalb Brandenburgs (Jahr 2018).
Die BTU konnte im Sofortprogramm für die Braunkohleregionen erhebliche finanzielle Mittel einwerben. Vier Großprojekte der BTU wurden bereits im Sofortprogramm der Bundesregierung im Rahmen des Strukturwandels bestätigt und insgesamt 28,61 Mio. Euro in den Jahren 2019/2020 bewilligt.
Die Graduate Research School (GRS) der BTU Cottbus-Senftenberg zielt auf die Forschungsprofilierung der BTU in den oben genannten vier Schwerpunktbereichen und bietet Förder- und Qualifikationsangebote für den wissenschaftlichen Nachwuchs an.

### Forschungskooperationen
Die BTU arbeitet auf der Basis von Kooperationsverträgen oder gemeinsam berufenen Professuren mit einer Vielzahl von universitären und außeruniversitären Forschungseinrichtungen und Partnern aus Industrie und Gesellschaft zusammen.
- Innerhalb der European University EUNICE: die Universitäten in Poznań (TU Poznań, Polen), Valenciennes (Université Polytechnique Hauts-de-France, Frankreich), Mons (Belgien), Santander (University of Cantabria, Spanien), Catania (Università degli Studi di Catania, Italien) und Vaasa (Finnland)[56]

- IHP Leibniz-Institut für innovative Mikroelektronik: Joint Lab „Dependable Sensor Networks“[57], drei gemeinsame Berufungen (Peter Langendörfer, Christian Wenger und Gerhard Kahmen); iCampus[58]
- Fraunhofer-Institut für Angewandte Polymerforschung IAP: zwei gemeinsame Berufungen (Johannes Ganster und Holger Seidlitz)
- Fraunhofer-Institut für photonische Mikrosysteme IPMS: gemeinsame Berufung (Harald Schenk), Institutsteil des IPMS „Integrated Silicon Systems (ISS)“ an der BTU[59]; iCampus
- Fraunhofer-Institut für Fabrikbetrieb und -automatisierung IFF
- Ferdinand-Braun-Institut FBH: Joint Lab „Microwaves“[60]
- Leibniz-Institut für Raumbezogene Sozialforschung: gemeinsame Berufung (Oliver Ibert)
- Helmholtz-Zentrum Geesthacht – Zentrum für Material- und Küstenforschung: gemeinsame Berufung (Florian Pyczak)
- Helmholtz-Zentrum Potsdam – Deutsches GeoForschungsZentrum (GFZ)
- Ulrich-L.-Rohde-Stiftung: Stiftungsprofessur (Matthias Rudolph)
- Deutsches Zentrum für Luft- und Raumfahrt (DLR): gemeinsame Berufung (Andreas Schröder)
- Zentrum für Agrar- und Landschaftsforschung (ZALF): gemeinsame Berufung (Masahiro Ryo)
- Deutsches Archäologisches Institut Berlin
- Rolls-Royce University Technology Centre (UTC)
- Carl-Thiem-Klinikum Cottbus (CTK)
- Mitglied im Norddeutschen Verbund für Hoch- und Höchstleistungsrechnen (HLRN)
- DLR-Forschungsinstitut für CO2-arme Industrieprozesse
- DLR-Institut für Next Generation Turbofans
- Fraunhofer Institut für Energieinfrastruktur und Geothermie (IEG)
- Kompetenzzentrum Klimaschutz in energieintensiven Industrien (KEI) des Bundes
- Zusammenarbeit mit dem Deutschen Zentrum für Luft- und Raumfahrt (DLR) sowie mit der Europäischen Weltraumorganisation (ESA): Geoflow Projekt und Parabelflugexperimente

## Wissens- und Technologietransfer
Die BTU versteht sich mit ihrem Forschungsportfolio im regionalen Technologie- und Wissenstransfer. Der „Zentrale Technologietransfer“ erfolgt über die Abteilung „Wissens- und Technologietransfer“, die an einen Vizepräsidenten / eine Vizepräsidentin angedockt ist. Diese Abteilung besteht aus den Säulen Technologietransferstelle, Patente/Lizenzen sowie dem Career Center und bildet den originären Transferbereich ab. Der jährliche Transfertag dient der Präsentation aktueller Ergebnisse seitens der BTU. Hier treffen sich Personen aus Wissenschaft und Wirtschaft, um sich auszutauschen. Die größte Messe für akademische Fachkräfte im Land Brandenburg („campus-x-change“) findet auf dem Zentralcampus der BTU in Cottbus statt und hat die Vermittlung von Praktika, Werksstudentenstellen, Abschlussarbeiten und Absolventenstellen zum Ziel. Eine Transferdatenbank bietet einen Überblick zu den BTU-Fachgebieten.
Die BTU hat eine gemeinsame Transferstrategie mit der Technischen Hochschule Wildau erarbeitet. Erklärtes Ziel beider Hochschulen ist es, die Vernetzung mit der Wirtschaft im Land Brandenburg aktiv zu fördern. Insbesondere das Transferprojekt „Innovation Hub 13“, das im Rahmen der Förderinitiative „Innovative Hochschule“ für die Jahre 2018 bis 2022 vom BMBF gefördert wird, ist zentraler Bestandteil dieser Bestrebungen. Im Fokus des Projekts stehen neue Transferwege, aber auch um ein verbessertes Wissensmanagement über die gemeinsame Plattform „Innovation Hub 13“.

Das „Joint Lab Zuverlässige Sensornetze“ ist eine gemeinsame Einrichtung des Instituts für Informatik, der BTU Cottbus-Senftenberg insgesamt und des Leibniz-Institut für innovative Mikroelektronik (IHP), indem Forschende, Studierende und Promovierende der verschiedenen Institutionen im gegenseitigen Austausch stehen sollen. 

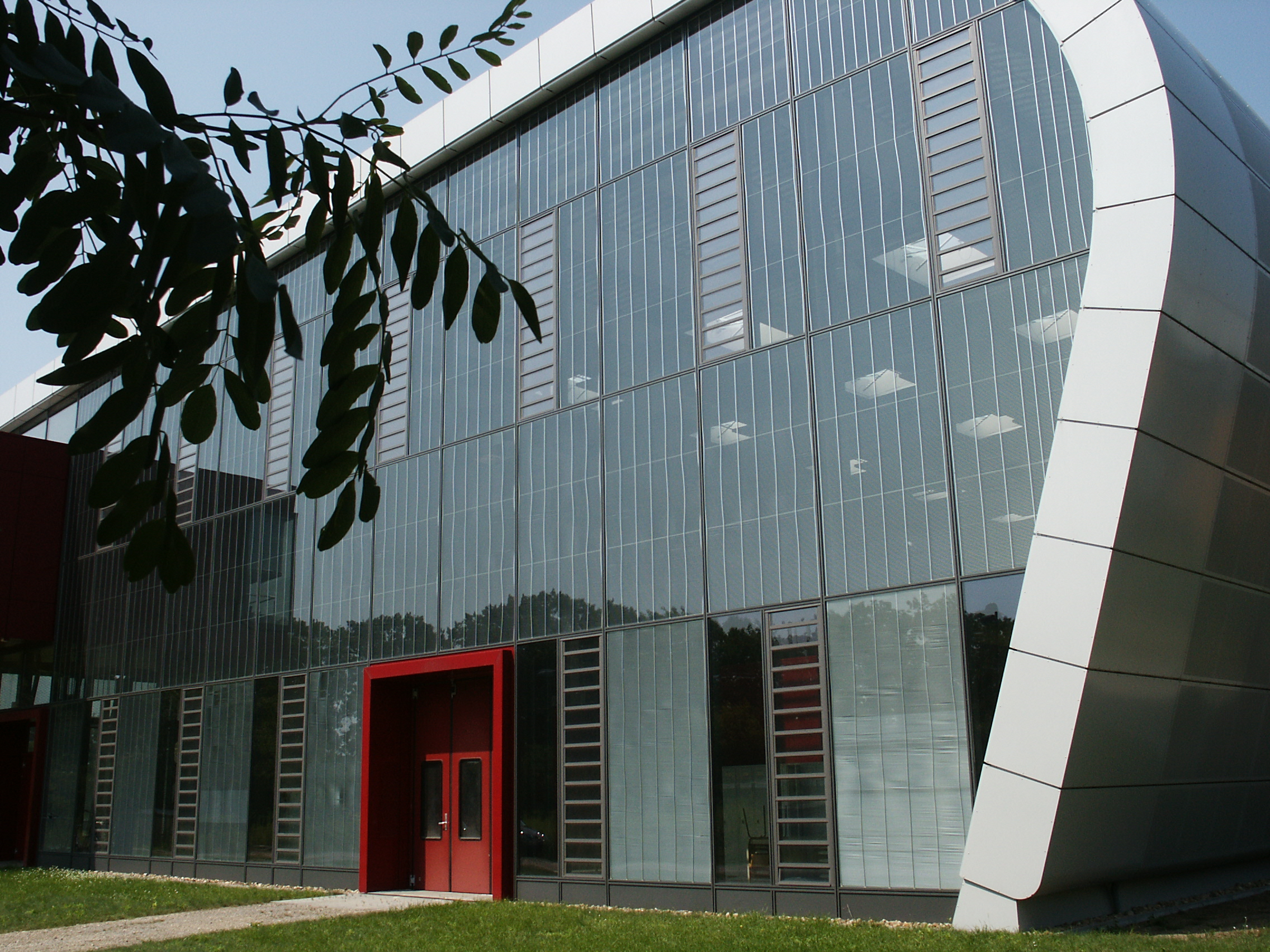
Forschungsgebäude für Leichtbauwerkstoffe (Panta-Rhei-Halle)

### Forschungsgebäude für Leichtbauwerkstoffe (Panta-Rhei-Halle)
In der Panta Rhei gGmbH – Forschungszentrum für Leichtbauwerkstoffe auf dem BTU-Campus arbeiten Wissenschaftler an Entwicklungen auf dem Gebiet der Produktion und Verarbeitung innovativer Leichtbauwerkstoffe mit Fokus auf deren Herstellungs- und Fügetechnologien. In Kooperation mit Kunden aus Wirtschaft und Industrie werden Lösungen über die gesamte Wertschöpfungskette erarbeitet.

### Kooperationen mit der Wirtschaft
Das am Lehrstuhl Automatisierungstechnik der BTU Cottbus-Senftenberg angesiedelte „Innovationszentrum Moderne Industrie (IMI) Brandenburg“ wurde als Anlaufstelle für kleine und mittlere Unternehmen in Brandenburg mit dem Gedanken ins Leben gerufen, Gründungen und universitäre Impulse im Bereich Automatisierung und Digitalisierung auf den Weg zu bringen. In einer sogenannten Modellfabrik sollen beispielhafte Automatisierungs- und Digitalisierungslösungen den Einsatz moderner Technologien verdeutlichen.
Die BTU besitzt als eine von weltweit 30 und deutschlandweit vier technischen Universitäten den Status eines University Technology Centers (UTC) des europäischen Triebwerkeherstellers Rolls-Royce.
Insbesondere um die Kommunikation mit wirtschaftlichen Kreisen zu optimieren, hat die BTU als Anlaufpunkte verschiedene Präsenzstellen in anderen Regionen eingerichtet. Die BTU betreibt hierbei eine Präsenzstelle in Spremberg und gemeinsam mit der TH Wildau eine Präsenzstelle in Finsterwalde.

## Hochschulpolitik und Persönlichkeiten
Der Präsident der Hochschule leitet nach § 63 des Brandenburgischen Hochschulgesetzes die Hochschule in eigener Zuständigkeit und Verantwortung und vertritt sie nach außen. Zudem erarbeitet er Konzepte für die Hochschulentwicklung und koordiniert Forschung und Lehre.
Der Kanzler leitet die Verwaltung der Hochschule unter der Verantwortung des Präsidenten und ist Beauftragter für den Haushalt. Er wird vom Präsidenten bestellt.
Der Senat ist das höchste Organ der BTU und entscheidet unter anderem über Prüfungsordnungen und wählt den Präsidenten. Dem Senat gehören neben sechs Vertretern aus der Gruppe der Professoren auch zwei Vertreter der Gruppe der akademischen Mitarbeiter, zwei Vertreter aus der Gruppe der Studierenden und ein Vertreter aus der Gruppe der sonstigen Mitarbeiter an. Die studentischen Vertreter werden jährlich von der Studierendenschaft gewählt, während die anderen Mitglieder alle zwei Jahre gewählt wurden.
Das Studierendenparlament (StuPa) ist das Legislativorgan der Studierendenschaft. Es bestimmt die politische Strategie und die Grundlinien der aktuellen Bildungs- und Hochschulpolitik. Es gibt weiterhin die Struktur des Studierendenrates (StuRa) vor und wählt dessen Referenten. Darüber hinaus entscheidet es unter anderem über den Haushalt der Studierendenschaft. Das Studierendenparlament ist das oberste beschlussfassende Organ der Studierendenschaft und besteht in der Regel aus 30 Parlamentariern.
Der Studierendenrat (StuRa) ist das Exekutivorgan des Studierendenparlamentes. Er vertritt die Studierendenschaft nach innen und außen und steht in direkten Kontakt mit den Fachschaftsräten der jeweiligen Studiengänge. Im Studierendenrat gibt es verschiedene Referate (z. B. Hochschulpolitik, Kultur, Sport, Soziales, Umwelt), die von verschiedenen Referenten geleitet wurden.

### Präsidenten
- 1991–1996: Günter Spur (Gründungsrektor)
- 1996–2006: Ernst Sigmund
- 2006–2007: Kanzler Wolfgang Schröder m.d.W.u. A.d. Präsidenten beauftragt
- 2007–2013: Walther Christoph Zimmerli
- 2013–2014: Gründungsbeauftragter Birger Hendriks
- 2014–2018: Jörg Steinbach
- 2018–2020: Christiane Hipp (interim)[19]
- seit 2020: Gesine Grande[2]

### Kanzler
- 1993–1998?: Peter Langer
- 1999–2004: Ulrike Gutheil
- 2005–2017: Wolfgang Schröder (nach obsiegendem Urteil des BVerfG vom 26. April 2018 im Jahr 2019 durch Vergleich vor dem Bundesverwaltungsgericht auf Kanzleramt verzichtet)
- 2018–2019: Peter Lange m. d. W. d. G. b.
- 2019–2023: Alfred Funk
- seit 2. Oktober 2023: Robert Denk

### Ehrendoktoren
- 1996: Günter Spur, Gründungsrektor
- 1997: Karl Alexander Müller, Physiker[68]
- 1998: Klaus Töpfer, Politiker
- 1999: Horst Albach, Ökonom
- 1999: Dieter Schwirten, Laubag-Vorstand
- 1999: Lothar Knippschild, Thyssen Krupp AG
- 2000: Klaus Dierks, Ingenieur
- 2000: Rudolf Floss, Ingenieur
- 2001: Ulrich Conrads, Architekt und Fachjournalist
- 2001: Eckhard Dubslaff, VEAG-Vorstand
- 2002: Bruno Adelt, Mitglied des Vorstands der Volkswagen AG
- 2002: Fritz Brickwedde, Generalsekretär der Deutschen Bundesstiftung Umwelt
- 2003: Peter Burman, Denkmalschutz-Experte
- 2004: Dieter Müller-Dombois, Ökologe
- 2004: Bernd Wiedemann, Maschinenbauingenieur
- 2006: Rudolf Bergermann, Bauingenieur
- 2007: Peter Milling
- 2008: Helmut Striffler, Architekt und Hochschullehrer
- Rolf Geiger
- 2013: Horst Wildemann, Wirtschaftswissenschaftler
- 2016: Konrad Jerzy Nowacki[69]
- 2016: Ulrich Wenger[70]
- 2016: Michael von Bronk[71]
- 2016: Marek Bojarski[72]
- 2017: Karl-Eugen Kurrer[73]
- 2017: Andrey Ivanovich Rudskoy[74]
- 2018: Joachim Sauer[75]

### Ehrensenatoren
- Dieter Bock, Jurist
- Klaus Dierks
- Gérard Duelen
- Eckhard Dubslaff
- Helmut Eichmeyer
- Graf Hermann von Pückler
- Karl Peter Grotemeyer
- Dieter Grünewald
- Jürgen Keßler
- Waldemar Kleinschmidt
- Etta Schiller
- Günter Spur
- Erwin Staudt
- Helga Thomas
- Heinrich von Lersner
- Ulrich L. Rohde
- Hinrich Enderlein

### Sportler
- Marcel Heinig, Triathlon-Weltmeister 2008
- Luise Keller, Deutsche Meisterin im Straßenradsport 2007, 2008
- Steffi Marth, Deutsche BMX-Vizemeisterin
- Marcus Thätner, dreifacher Deutscher Meister im Ringen
- Gunnar Berntsen, ehemaliger Bundesliga-Torwart